# Варнава (Баранов)
Епи́скоп Варна́ва (в миру Роман Владимирович Баранов; род. 11 февраля 1965, Калуга) — архиерей Русской православной церкви, епископ Выборгский и Приозерский, священноархимандрит Коневского Рождество-Богородичного мужского монастыря.

## Биография
Родился в 1965 году в Калуге в семье педагогов. В 1968 года семья переехала в Жиздру Калужской области.
В 1982 году окончил общеобразовательную школу № 1 города Жиздры, а в 1983 году — СПТУ города Жиздры.
В 1983—1985 годах служил в рядах Вооружённых сил.
В 1985—1991 годах обучался на историко-филологическом факультете Горьковского государственного педагогического института. В 1991—1992 годах преподавал в Нижегородской технической гимназии.
В 1985—1995 годах состоял в браке. Крестился в 1990 году в Свято-Покровском храме города Жиздры.
В 1992 году приглашён на работу в Православное братство имени святого благоверного князя Александра Невского. Работал водителем, заведующим гаражом, пел и читал на клиросе.
24 апреля 1999 года в день освящения Мариинского придела Александро-Невского собора Нижнего Новгорода митрополитом Нижегородским и Арзамасским Николаем (Кутеповым) рукоположён в сан диакона.
1 июня 1999 года в Воскресенском храме Арзамаса епископом Иерофеем (Соболевым), викарием Нижегородской епархии, рукоположён во пресвитера.
С 20 июля 1999 года по 28 ноября 2004 года служил в Александро-Невском соборе Нижнего Новгорода.
В 2004 году окончил Нижегородскую духовную семинарию.
28 ноября 2004 года направлен на послушание в Троице-Сергиеву лавру. 15 июля 2005 года епископом Нижегородским и Арзамасским Георгием (Даниловым) пострижен в монашество с именем Варнава.
1 сентября 2005 года назначен и. о. наместника Свято-Успенского мужского монастыря Флорищева пустынь посёлка Фролищи Володарского района Нижегородской области.
Постановлением Священного Синода от 27 декабря 2005 года назначен наместником Свято-Успенской Флорищевой пустыни.
С 17 августа по 26 декабря 2006 года — наместник Свято-Успенского мужского монастыря Саровская пустынь.
С 15 февраля 2007 года — наместник Свято-Успенской Флорищевой пустыни.
15 марта 2012 года решением Священного Синода Русской православной церкви избран епископом Выксунским и Павловским.
18 марта 2012 года в кафедральном соборном Храме Христа Спасителя возведён в сан архимандрита.
29 марта 2012 года в крестовом храме Владимирской иконы Божией Матери в Патриаршей резиденции в Чистом переулке наречён во епископа Выксунского и Павловского.
22 апреля 2012 года в кафедральном Храме Христа Спасителя хиротонисан во епископа Выксунского и Павловского. Хиротонию совершили: Патриарх Московский и всея Руси Кирилл, митрополит Крутицкий и Коломенский Ювеналий (Поярков), митрополит Саранский и Мордовский Варсонофий (Судаков), митрополит Волоколамский Иларион (Алфеев), митрополит Калужский и Боровский Климент (Капалин), митрополит Ярославский и Ростовский Пантелеимон (Долганов), митрополит Тульский и Ефремовский Алексий (Кутепов), митрополит Тверской и Кашинский Виктор (Олейник), митрополит Рязанский и Михайловский Павел (Пономарёв); митрополит Нижегородский и Арзамасский Георгий (Данилов), архиепископ Можайский Григорий (Чирков); архиепископ Витебский и Оршанский Димитрий (Дроздов), архиепископ Истринский Арсений (Епифанов), архиепископ Владимирский и Суздальский Евлогий (Смирнов); архиепископ Белгородский и Старооскольский Иоанн (Попов), архиепископ Верейский Евгений (Решетников), архиепископ Егорьевский Марк (Головков), епископ Никон (Миронов), епископ Иваново-Вознесенский и Кинешемский Иосиф (Македонов), епископ Видновский Тихон (Недосекин), епископ Красногорский Иринарх (Грезин), епископ Дмитровский Феофилакт (Моисеев), епископ Пензенский и Кузнецкий Вениамин (Зарицкий), епископ Бронницкий Игнатий (Пунин), епископ Серпуховской Роман (Гаврилов), епископ Солнечногорский Сергий (Чашин), епископ Иероним (Чернышов); епископ Подольский Тихон (Зайцев), епископ Выборгский Назарий (Лавриненко), епископ Ставропольский и Невинномысский Кирилл (Покровский), епископ Краснослободский и Темниковский Климент (Родайкин), епископ Смоленский и Вяземский Пантелеимон (Шатов), епископ Рыбинский и Угличский Вениамин (Лихоманов), епископ Ейский Герман (Камалов), епископ Воскресенский Савва (Михеев); епископ Белёвский и Алексинский Серафим (Кузьминов); епископ Ржевский и Торопецкий Адриан (Ульянов); епископ Ардатовский и Атяшевский Вениамин (Кириллов); епископ Касимовский и Сасовский Дионисий (Порубай), епископ Скопинский и Шацкий Владимир (Самохин), епископ Балашихинский Николай (Погребняк), епископ Городецкий и Ветлужский Августин (Анисимов).
С 11 по 25 июня 2012 года в Общецерковной аспирантуре и докторантуре проходил курсы повышения квалификации для новопоставленных архиереев.
4 октября 2012 года решением Священного Синода был утверждён священноархимандритом Флорищевой пустыни.
15 декабря 2013 года к 20-летию возрождения Нижегородской Духовной Семинарии преосвященный Варнава как выпускник был награждён митрополитом Нижегородским и Арзамасским Георгием медалью святого благоверного князя Георгия Всеволодовича III степени. Наравне с архиереем Выксунской и Павловской епархии были удостоены такой же награды от митрополита Георгия Нижегородского и Арзамасского такие иерархи Русской Православной Церкви, как митрополит Ставропольский и Невинномысский Кирилл, архиепископ Верейский Евгений, епископ Ардатовский и Атяшевский Вениамин, епископ Алатырский и Порецкий Феодор, епископ Лысковский и Лукояновский Силуан.
24 августа 2023 года решением Священного Синода РПЦ назначен епископом Выборгским и Приозерским. 27 декабря 2023 года утверждён священноархимандритом Коневского Рождество-Богородичного мужского монастыря острова Коневец Приозерского района Ленинградской области.